# Miss France 1989
Miss France 1989, 59e élection de Miss France, s’est déroulée en décembre 1988 aux Studios de France (bât.101) à La Plaine Saint-Denis.
Elle a été remportée par Peggy Zlotkowski, Miss Aquitaine 1988.
L'élection cette année a été rebaptisée « Avec Sacha Distel, élisez Miss France 1989 »

## Classement

### Classement final
| Résultat         | Candidate | Région |
| ---------------- | --- | --- |
| Miss France 1989 | Peggy Zlotkowski | Miss Aquitaine |
| 1re dauphine     | Dorothée Lambert | Miss Alsace |
| 2e dauphine      | Teumere Pater | Miss Tahiti |
| 3e dauphine      | Pascale Meotti | Miss Franche-Comté |
| 4e dauphine      | Corinne Luthringer | Miss Côte d'Azur |
| Top 12           | - Miss Limousin - Florence Bailet - Miss Rouergue - Leslie Borro - Miss Corse - Corinne Ferandiz - Miss Guyane - M.-J. Nallamatou - Miss Bourgogne - Sandrine Caire - Miss Rhône-Alpes - Marie-Pierre Damarin - Miss Flandres - Nathalie Thibaud | - Miss Limousin - Florence Bailet - Miss Rouergue - Leslie Borro - Miss Corse - Corinne Ferandiz - Miss Guyane - M.-J. Nallamatou - Miss Bourgogne - Sandrine Caire - Miss Rhône-Alpes - Marie-Pierre Damarin - Miss Flandres - Nathalie Thibaud |

## Candidates
| Région                      | Nom                  | Âge | Taille | Profession         |
| --------------------------- | -------------------- | --- | ------ | ------------------ |
| Miss Alsace                 | Dorothée Lambert     | 19  | 1,73   | étudiante          |
| Miss Anjou                  | Véronique Guineheux  | 19  | 1,79   | vendeuse           |
| Miss Aquitaine              | Peggy Zlotkowski     | 16  | 1,70   | étudiante          |
| Miss Bordeaux               | Sandrine Scherrer    | 18  | 1,76   | étudiante          |
| Miss Bourgogne              | Sandrine Caire       | 18  | 1,70   | étudiante          |
| Miss Bretagne               | Lydie Guilment       | 21  | 1,67   | serveuse           |
| Miss Calédonie              | Caroll Blanc         | 23  | 1,74   | assistante-manager |
| Miss Camargue               | Sandrine Soler       | 16  | 1,65   | étudiante          |
| Miss Centre-Ouest           | Sophie Massard       | 17  | 1,82   | étudiante          |
| Miss Corse                  | Corinne Ferandiz     | 17  | 1,77   | étudiante          |
| Miss Côte d'Azur            | Corinne Luthringer   | 18  | 1,72   | étudiante          |
| Miss Côte Basque            | Anne Féron           | 19  | 1,71   | étudiante          |
| Miss Côte d’Opale           | Laëtitia Bouclet     | 19  | 1,73   | étudiante          |
| Miss Flandres               | Nathalie Tibaud      | 21  | 1,77   | secrétaire         |
| Miss Franche-Comté          | Pascale Meotti       | 19  | 1,75   | étudiante          |
| Miss Gascogne               | Stéphanie Trupin     | 17  | 1,72   | étudiante          |
| Miss Guadeloupe             | Gladys Carene        | 18  | 1,69   | étudiante          |
| Miss Guyane                 | M.-J. Nallamatou     | 20  | 1,76   | étudiante          |
| Miss Haute-Savoie           | Nathalie Mosca       | 18  | 1,73   | étudiante          |
| Miss Île-de-France          | Nathalie Bianchi     | 18  | 1,80   | étudiante          |
| Miss Languedoc              | Sophie Lustro        | 20  | 1,68   | étudiante          |
| Miss Limousin               | Florence Bailet      | 19  | 1,78   | étudiante          |
| Miss Littoral-Nord          | Sandrine Wattez      | 17  | 1,75   | vendeuse           |
| Miss Littoral-Sud           | Carole Mondon        | 17  | 1,80   | étudiante          |
| Miss Lorraine               | Marylin Kasel        | 20  | 1,71   | infirmière         |
| Miss Martinique             | Martiane Timard      | 20  | 1,65   | comptable          |
| Miss Normandie              | Anita Maizel         | 17  | 1,71   | étudiante          |
| Miss Paris                  | Nathalie Pallardy    | 19  | 1,75   | hôtesse            |
| Miss Pays d’Ain             | Cécile Crouzet       | 20  | 1,66   | vendeuse           |
| Miss Pays de Loire          | Anne Février         | 18  | 1,67   | étudiante          |
| Miss Picardie               | Karine Grandjean     | 18  | 1,70   | coiffeuse          |
| Miss Provence               | Nathalie Wernert     | 17  | 1,73   | étudiante          |
| Miss Quercy                 | Géraldine Siadous    | 23  | 1,68   | assistante sociale |
| Miss Réunion                | Gilda Payet          | 17  | 1,71   | étudiante          |
| Miss Rhône-Alpes            | Marie-Pierre Damarin | 21  | 1,66   | étudiante          |
| Miss Rouergue               | Leslie Borro         | 18  | 1,74   | étudiante          |
| Miss Roussillon             | Christine Lemaire    | 20  | 1,74   | infirmière         |
| Miss Sarthe                 | Sarah Furri          | 19  | 1,67   | étudiante          |
| Miss Tahiti                 | Teumere Pater        | 21  | 1,71   | fonctionnaire      |
| Miss Territoire-de-Belfort  | Delphine Stutz       | 19  | 1,63   | hôtesse            |
| Miss Toulouse Midi-Pyrénées | Nathalie Mihec       | 17  | 1,70   | coiffeuse          |

## Déroulement
Les 12 demi-finalistes ont été annoncées par le chanteur Sacha Distel dans l'ordre alphabétique des régions que voici ci-dessous. Cependant, ce dernier fait une erreur et oublie Miss Alsace, celle-ci est donc appelée à la fin.
- 1. Miss Aquitaine
- 2. Miss Bourgogne
- 3. Miss Corse
- 4. Miss Côte d'Azur
- 5. Miss Flandre
- 6. Miss Franche-Comté
- 7. Miss Guyane
- 8. Miss Limousin
- 9. Miss Rhône-Alpes
- 10. Miss Rouergue
- 11. Miss Tahiti
- 12. Miss Alsace

Les 5 finalistes ont été annoncées par Sacha Distel dans l'ordre alphabétique des régions que voici ci-dessous :
- 1. Miss Alsace
- 2. Miss Aquitaine
- 3. Miss Côte d'Azur
- 4. Miss Franche-Comté
- 5. Miss Tahiti

## Jury
L’élection, retransmise à la télévision, est présentée par Sacha Distel.

### Votes
Lors du premier tour qui permettait de passer des douze finalistes aux 5, Miss Alsace et Miss Tahiti sont arrivées en tête des votes du public.